# 弘福寺 (奈良県明日香村)
弘福寺（ぐふくじ）は、奈良県高市郡明日香村川原にある真言宗豊山派の寺院。山号は仏陀山。本尊は十一面観音。かつて飛鳥寺（法興寺）・薬師寺・大官大寺（大安寺）と並び「飛鳥の四大寺」の1つに数えられた大寺院であった川原寺の法燈を継ぐ寺院である。

## 歴史

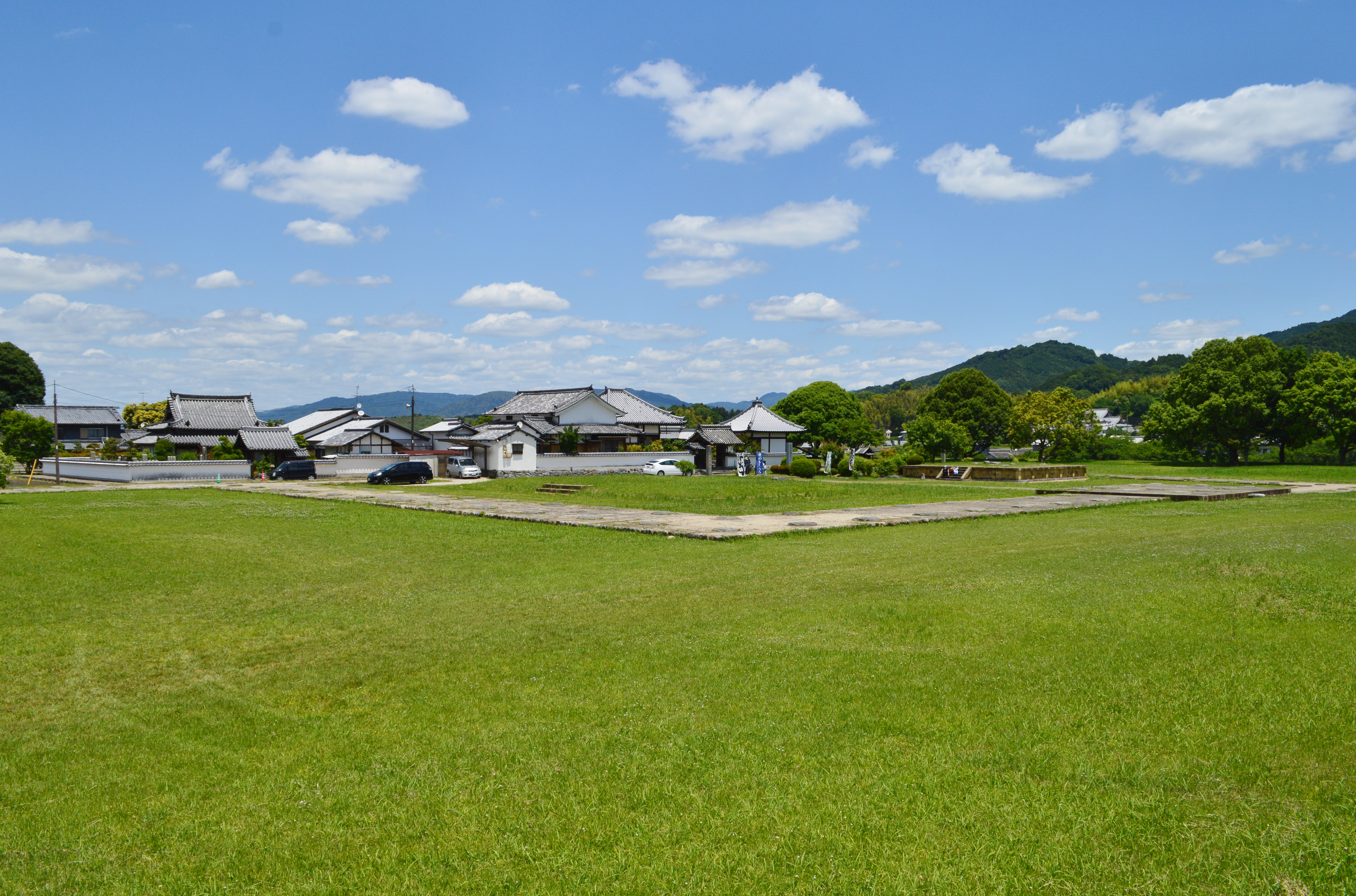
境内遠景

当寺の前身である川原寺は、7世紀半ばの天智天皇9年（670年）頃に建立されたものと思われるが、『日本書紀』にはこの寺の創建に関する記述はない。それでも、川原寺は飛鳥寺（法興寺）・薬師寺・大官大寺（大安寺）と並ぶ飛鳥の四大寺に数えらた。
9世紀に空海が朝廷より川原寺を賜ると、以後真言宗の寺となる。
延久4年（1070年）に火災で一部の伽藍が焼け、建久2年（1191年）には全山焼失の憂き目にあっている。
鎌倉時代にはいったん再興されるがかつての勢いを取り戻すことはなく、室町時代末期に雷火で再び焼失して以降、再建されることなく廃寺となったものと思われる。
その後、江戸時代中期に川原寺の法燈を継ぐ形で中金堂跡に弘福寺として現在の本堂が建立され、再興された。
1957年（昭和32年）から1959年（昭和34年）に実施された発掘調査で、川原寺の伽藍配置は一塔二金堂式の特異なものであったことが判明し、「川原寺式伽藍配置」と称されている。
1974年（昭和49年）、川原寺の裏山の板蓋神社から、千数百点におよぶ塑像の断片や塼仏が発掘された。塼とは土製品を焼いたもので、材質的には煉瓦に近い。川原寺裏山からは、縦横とも20cmほどの板状の塼に三尊仏を浮き彫りにした三尊塼仏が大量に発掘されている。塼仏が1箇所から大量に発掘された事例は日本で他になく、その用途ははっきり解明されていないが、仏堂の壁面を塼仏で埋め尽して荘厳していたという説が有力である。
現在、川原寺跡は南大門、中門、廻廊、五重塔、西金堂の位置がわかるように整備されている。また、弘福寺の西には光福寺が建てられている。

## 境内
- 本堂
- 庫裏
- 写経道場
- 瑪瑙（メノウ）の礎石 - 実際には白大理石で出来ている。かつての中金堂の礎石だという。
- 大師堂
- 山門
- 川原寺五重塔跡 - 基壇と礎石が復元されている。
- 川原寺西金堂跡 - 土壇が復元されている。
- 川原寺廻廊跡 - 基壇と礎石が復元されている。
- 川原寺中門跡 - 基壇と礎石が復元されている。
- 川原寺南大門跡 - 基壇と礎石が復元されている。

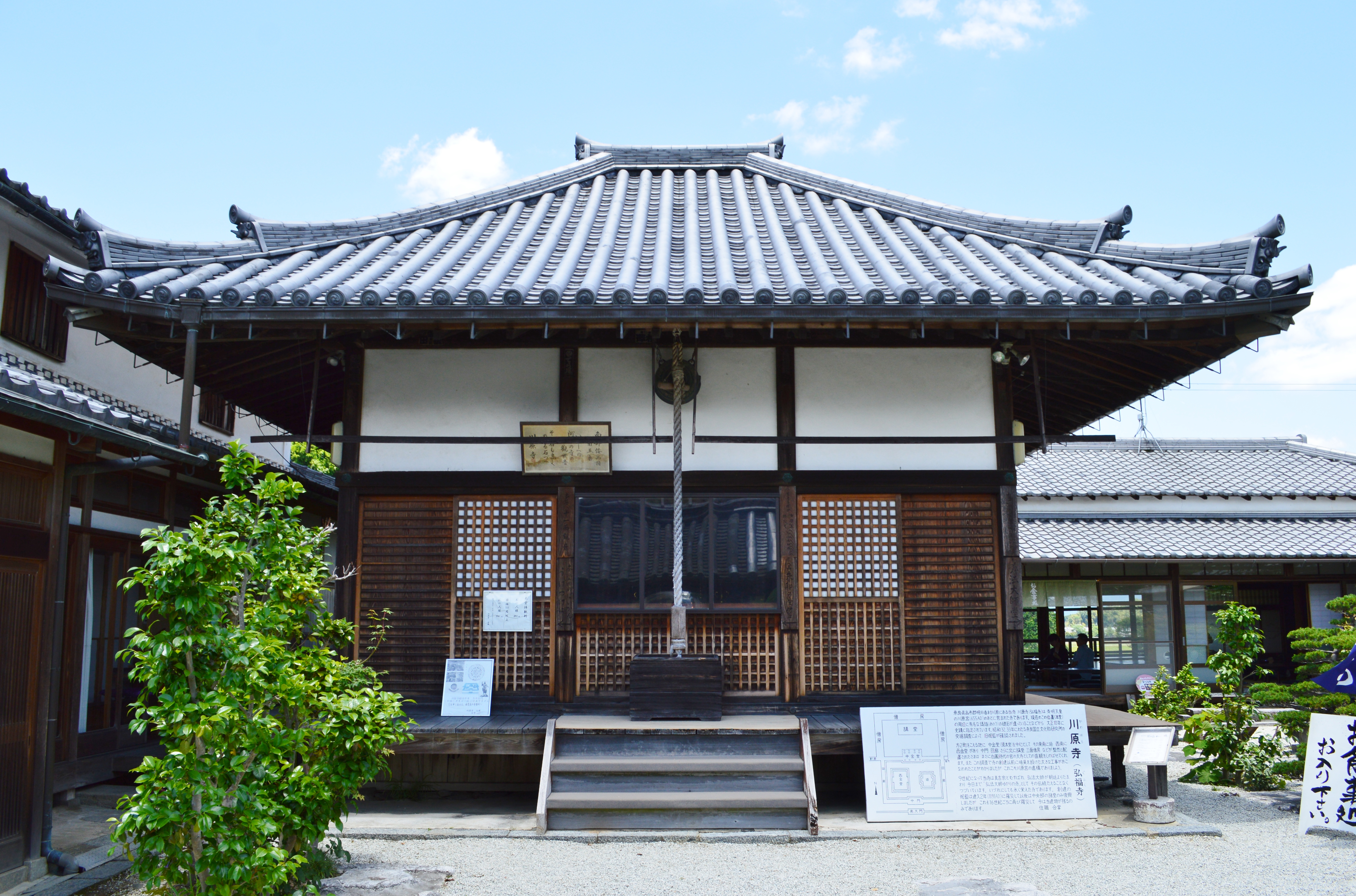
弘福寺 本堂
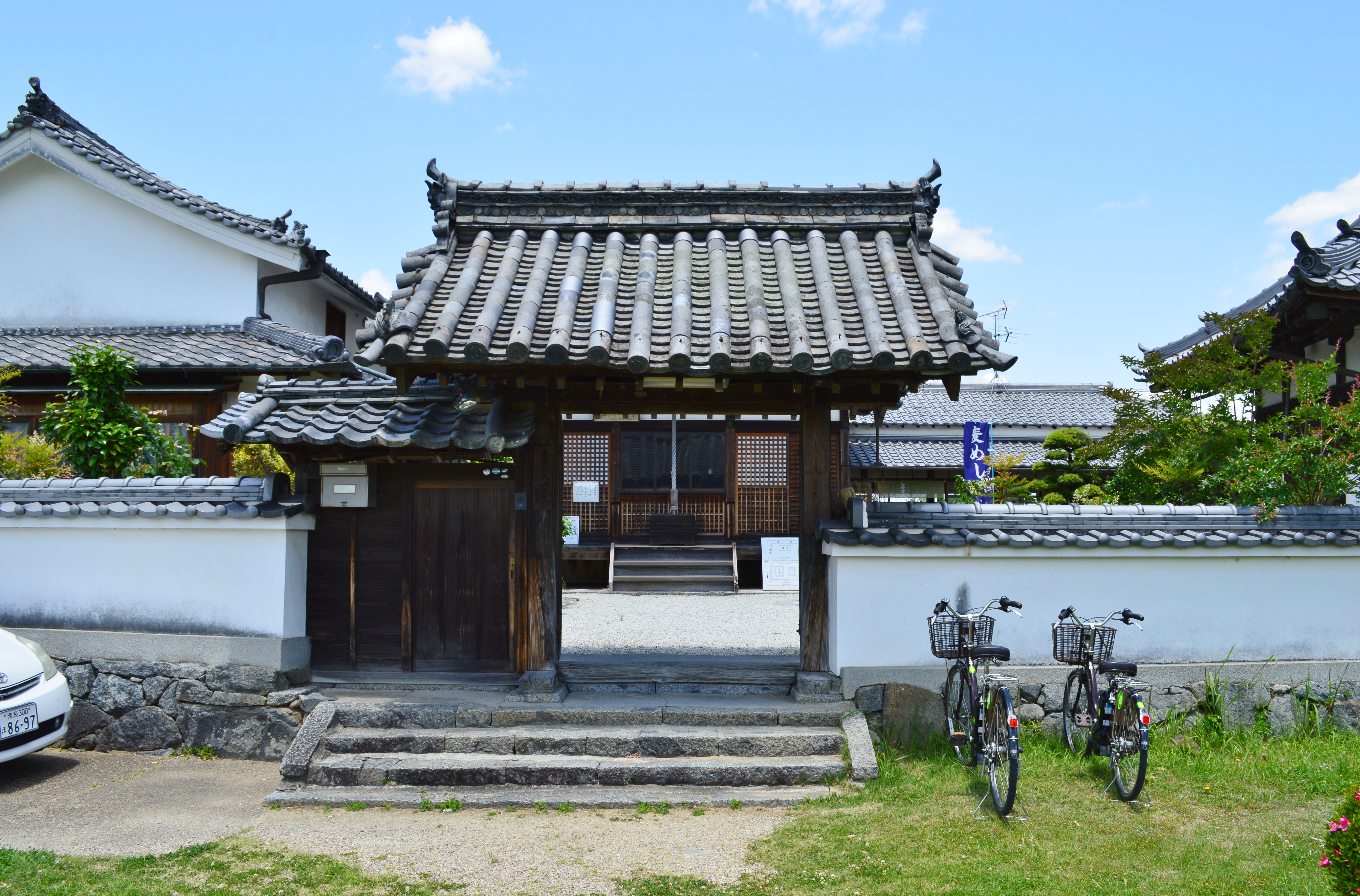
弘福寺 山門
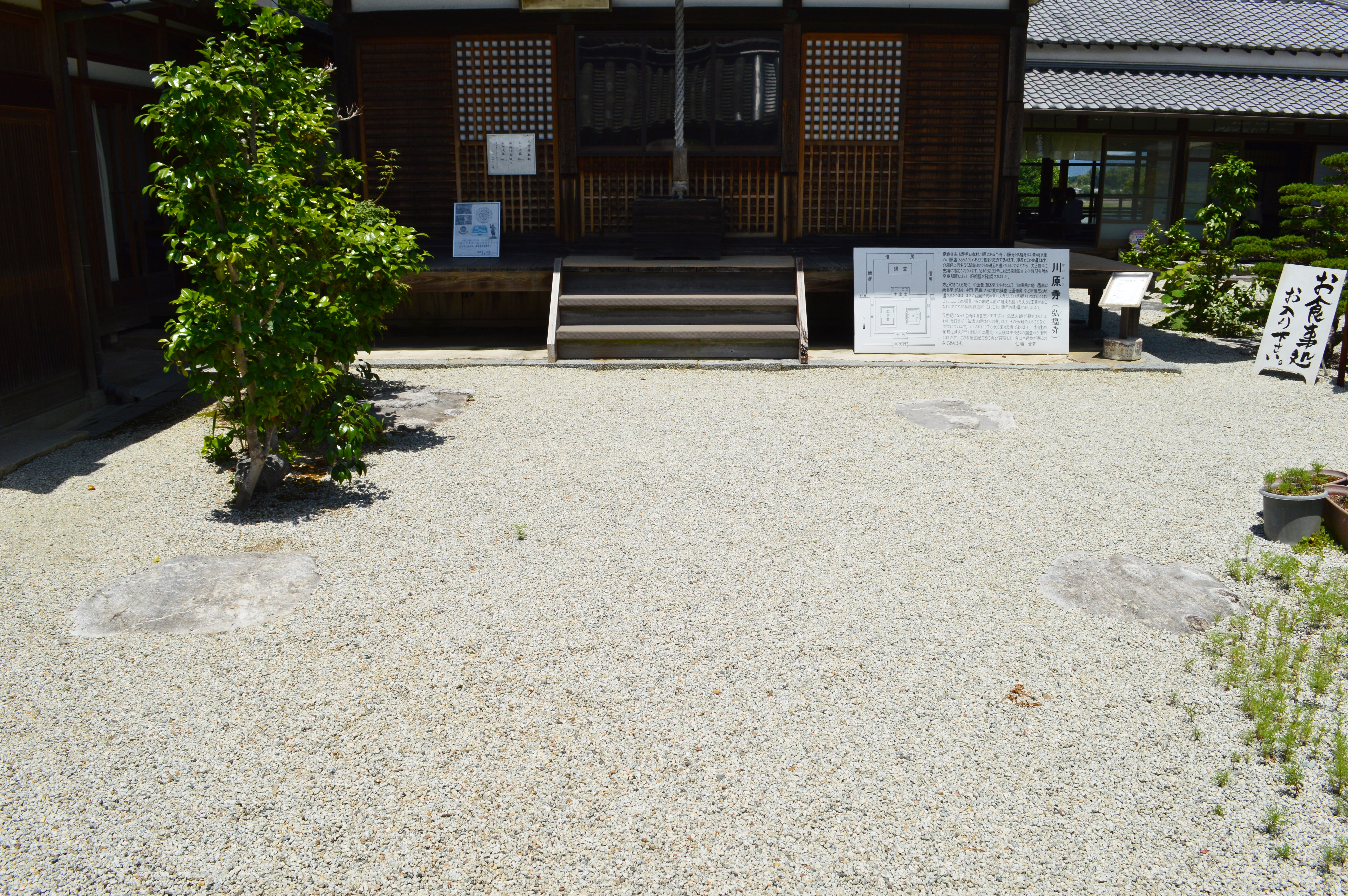
川原寺跡 中金堂跡礎石（瑪瑙の礎石）
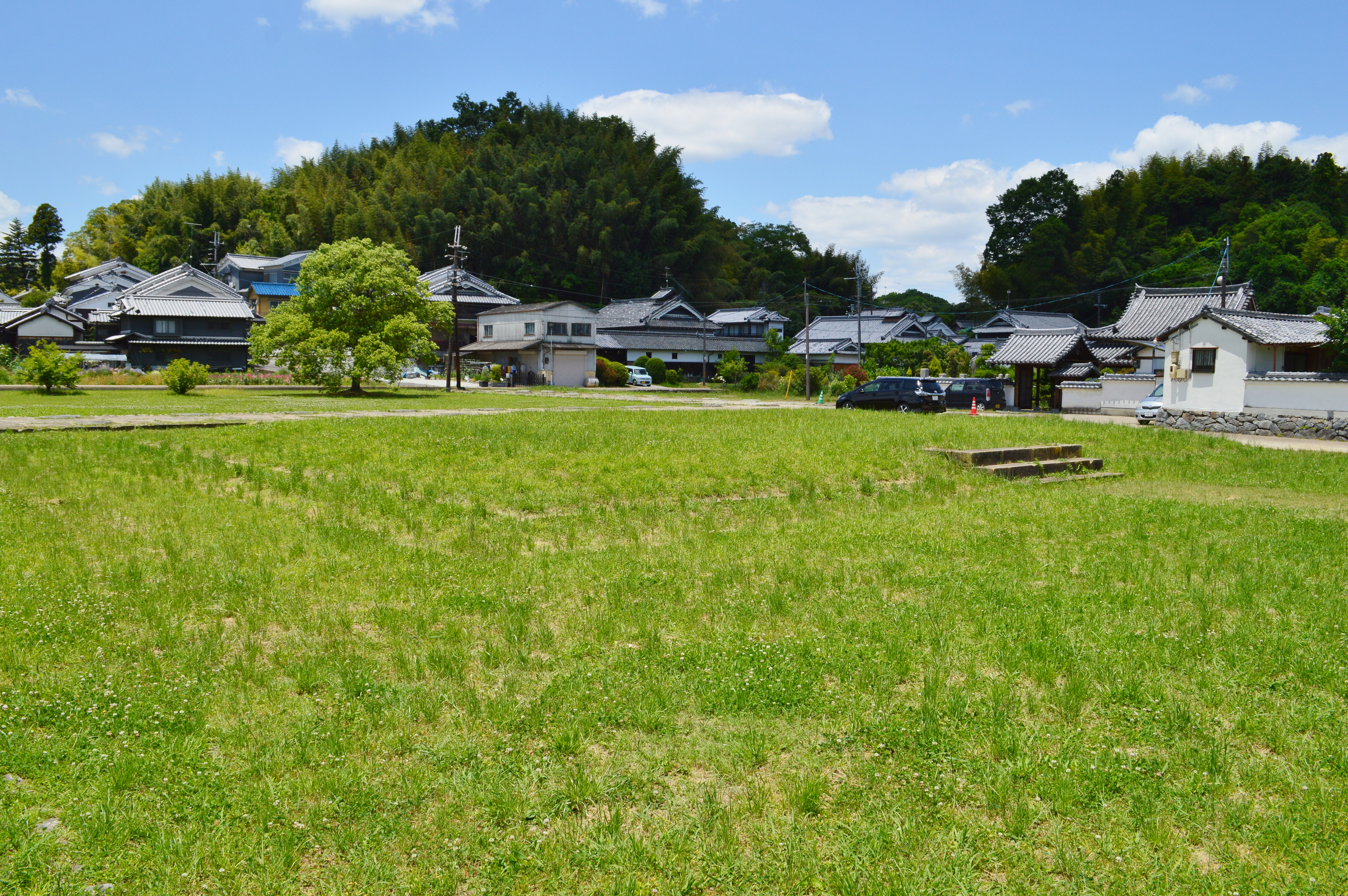
川原寺跡 西金堂跡
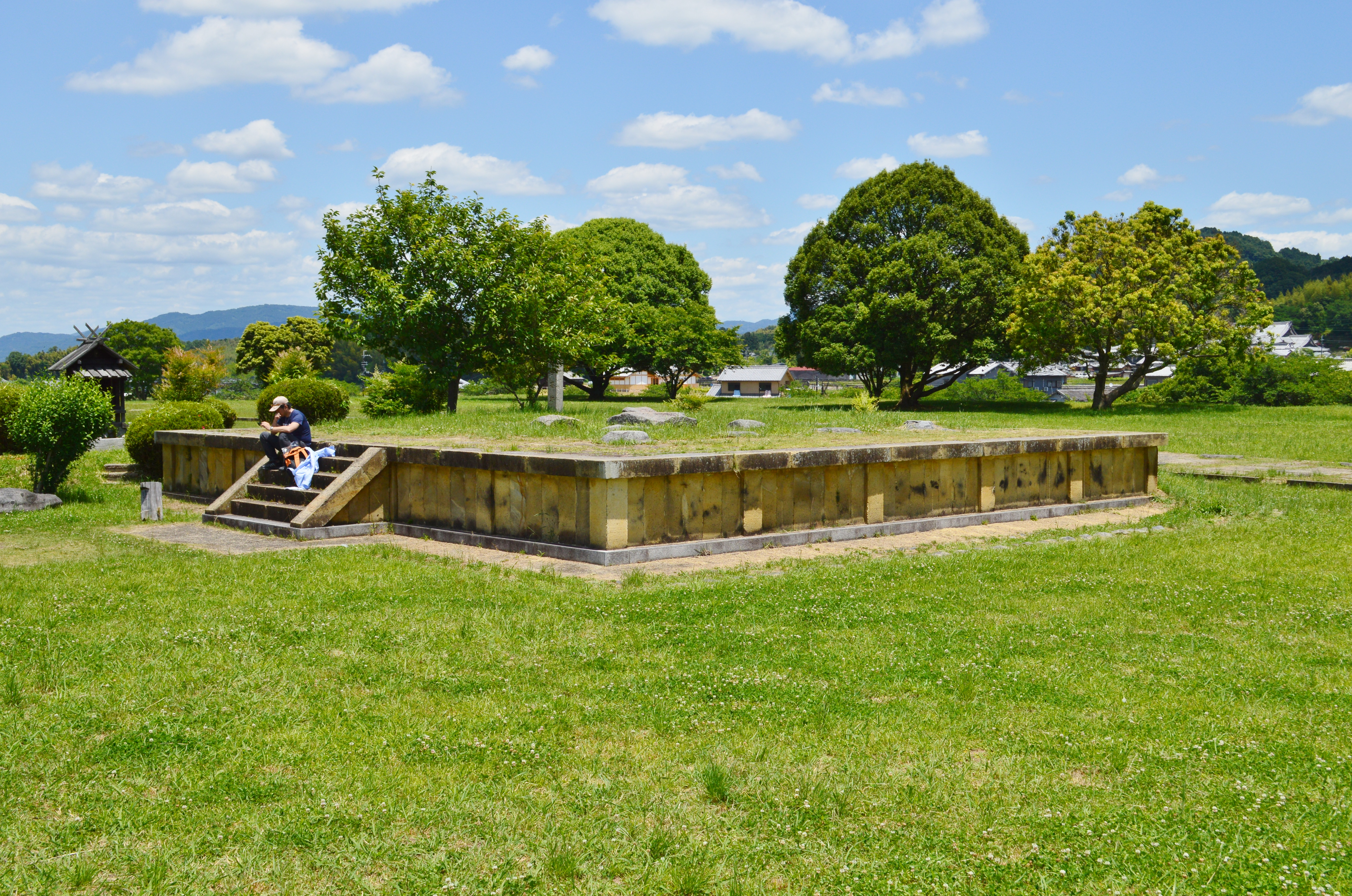
川原寺跡 塔跡
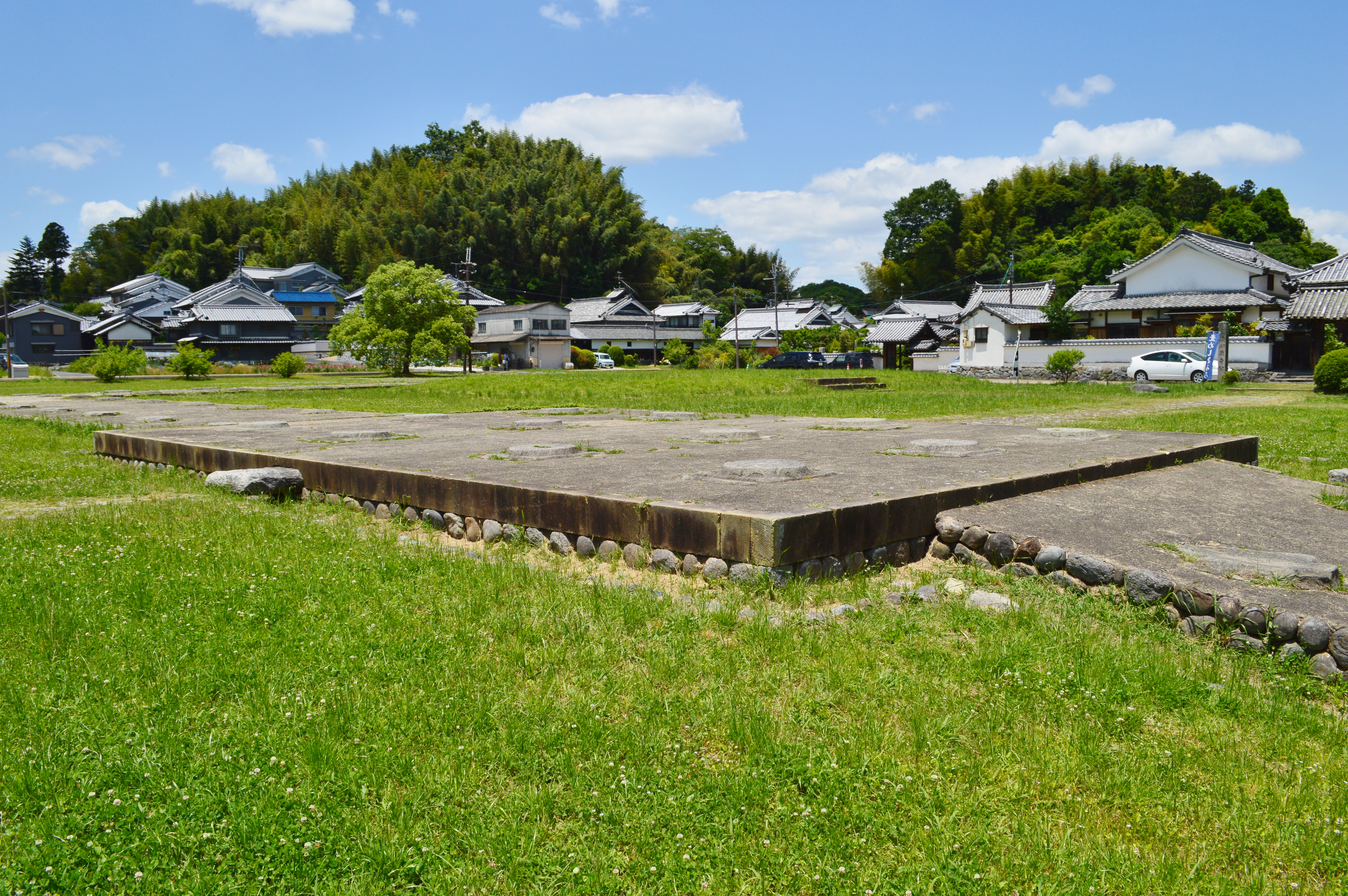
川原寺跡 中門跡
川原寺跡 南大門跡
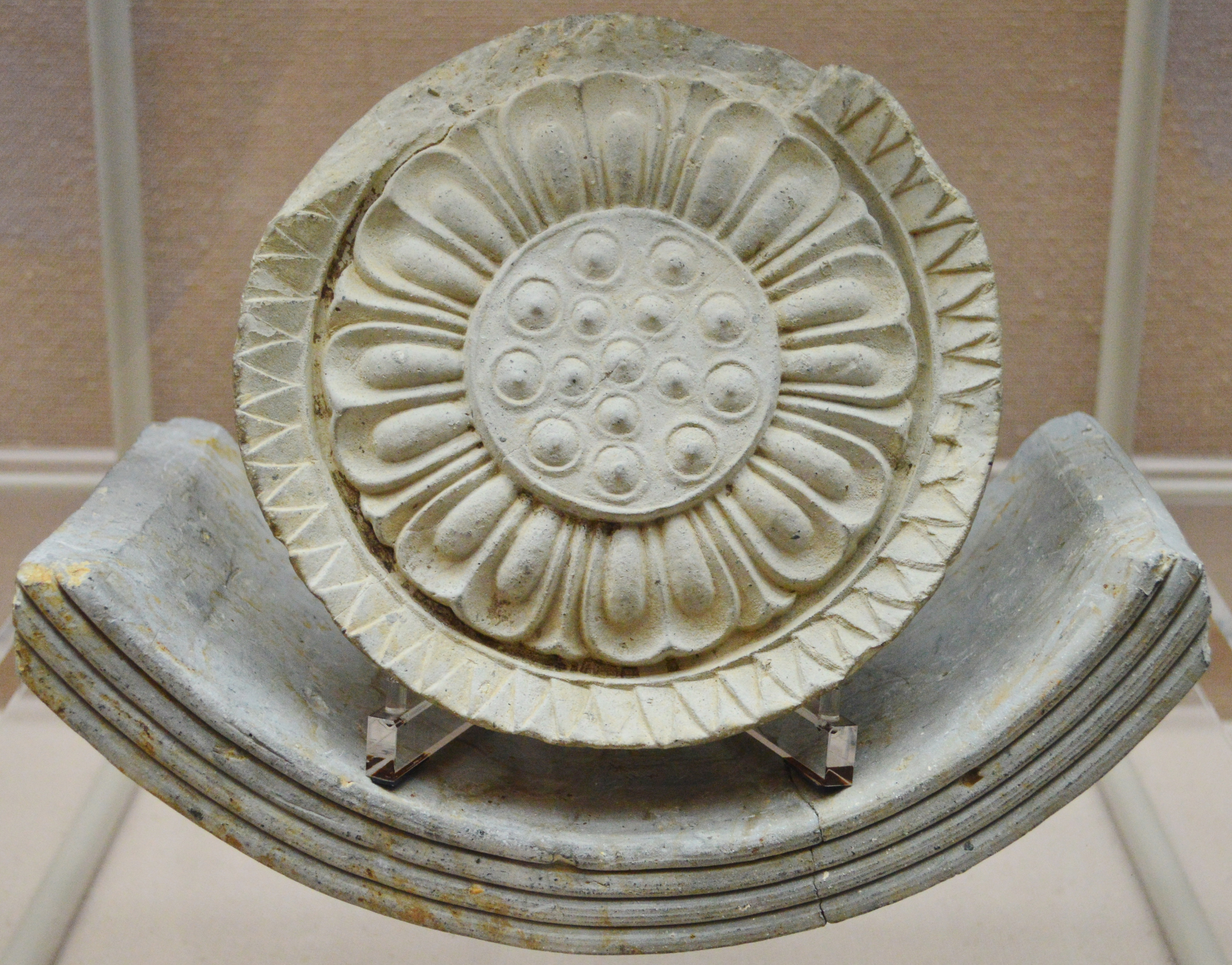
軒丸瓦・軒平瓦 奈良文化財研究所藤原宮跡資料館展示。
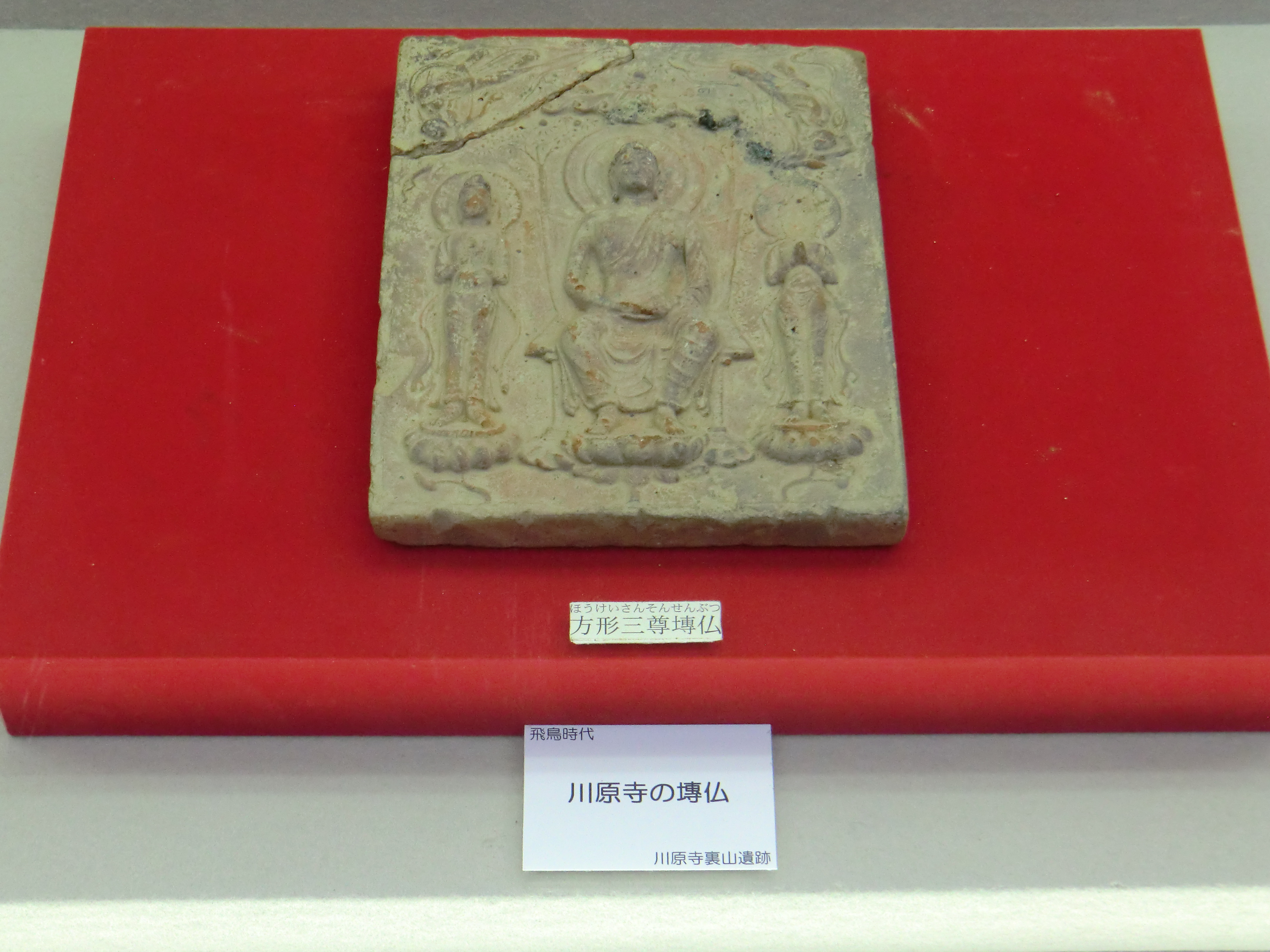
川原寺裏山遺跡出土 塼仏（明日香村埋蔵文化財展示室）

## 文化財

### 重要文化財
- 木造持国天立像・木造多聞天立像 - 空海が作ったという。

### 国指定史跡
- 川原寺跡